# Kabupaten Manggarai
Kabupaten Manggarai är ett kabupaten i Indonesien.   Det ligger i provinsen Nusa Tenggara Timur, i den centrala delen av landet, 1 500 km öster om huvudstaden Jakarta. Antalet invånare är 292 451.
Följande samhällen finns i Kabupaten Manggarai:
- Kondas